# Laura Nicholls González
Laura Nicholls González (Santander, 26 de febrer de 1989) és una jugadora de bàsquet professional espanyola.
Amb la selecció absoluta d'Espanya ha disputat els Jocs Olímpics de Pequín 2008, a més d'altres tornejos, com el Campionat Mundial de 2010, on va aconseguir la medalla de bronze, o els Campionats Europeus de 2009 (va guanyar una altra medalla de bronze) i 2011. En 2013 va guanyar la medalla d'or amb la selecció en l'Eurobasket de 2013 i en 2014 va aconseguir la medalla de plata en el Mundial de 2014. En 2015, va ser bronze en l'Eurobasket de Romania i Hongria.
En les seccions inferiors de la selecció espanyola també va obtenir grans èxits, com 2 Campionats Europeus Sub-16 en 2004 i 2005, 1 Campionat i 1 subcampionat Europeu Sub-18 en 2006 i 2007 o un subcampionat en l'Europeu Sub-20.

## Trajectòria
És filla d'Alfonso Nicholls exjugador i ex-entrenador del Club Balonmano Colindres, i neboda de Fran Nicholls, president del club. En la temporada 2002/03 jugava en l'Associació Esportiva Amide de Camargo (Cantàbria). Va jugar una temporada com a cadet i l'any 2004 va fitxar pel Segle XXI com a jugadora junior.

### Segle XXI
La temporada 2004/05 va disputar amb el mateix equip la Lliga Femenina 2 de Bàsquet d'Espanya. En la seva primera temporada va disputar 20 partits, amb una mitjana de 28 minuts, 9,3 punts i 9 rebots per partit. El seu equip va acabar la lliga en 15è lloc de la classificació. En la temporada 2005/06 va disputar 22 partits, amb una mitjana de 28 minuts, 10,1 punts i 12,1 rebots per partit. Finalment van quedar en 19è lloc. En la temporada 2006/07 els resultats de l'equip van ser encara pitjors, ja que van acabar en 25è lloc, i van haver de disputar el play-off de descens. Laura va disputar 26 partits de lliga regular, amb una mitjana de 31 minuts, 10,3 punts, i 12,3 rebots per partit. En el play-off els seus números van ser encara millors, va disputar tres partits amb una mitjana de 35 minuts, 12 punts i 14 rebots per partit.

### Real Club Celta Indepo
En la temporada 2007/08 va fitxar pel Real Club Cèltic Indepo, que estava patrocinat per Vigourbán. Havien tingut diverses baixes, però van fitxar joves promeses com Laura, Maca Miljkovic, Mónica Jorge o Dragana Svitlica, mantenint un bloc jove per mantenir-se en l'elit del bàsquet femení. Es van classificar per a la fase final de la Copa de la Reina, on van ser eliminades en quarts de final. En aquest partit va anotar 16 punts i va recuperar 9 rebots en els 37 minuts que va estar en la pista. En la lliga regular van ser sisenes, i Laura va jugar tots els partits. Va anotar una mitjana de 8,8 punts i va recuperar 8,1 rebots en els 30 minuts que va jugar de mitjana. En el play-off es jugaven un lloc en l'Eurocup, però van perdre contra el Extrugasa de Vilagarcía de Arousa els dos partits. Per acabar la temporada va ser inclosa en la selecció nacional absoluta pels Jocs Olímpics de Pequín 2008, amb tan sols 19 anys.
En la temporada 2008/09 el Celta va tenir problemes amb el principal patrocinador, encara que finalment van aconseguir uns altres com Indepo, Viaxes Sant Yago i Plexus, la qual cosa va permetre mantenir l'equip. En la lliga regular va disputar els 26 partits, en els quals va anotar una mitjana de 7,2 punts, va recuperar 6 rebots en els 25 minuts que va disposar. Es van classificar també per a la Copa de la Reina. Va disputar dos partits, anotant 5 punts i recuperant 7,5 rebots de mitjana en tots dos en els 19 minuts que va disputar.

### Hondarribia Irun
La temporada 2009/10 la va disputar amb el Hondarribia Irun, amb el qual va jugar 25 partits, amb una mitjana de 23 minuts per partit. Va anotar 5,4 punts, i va capturar 5,7 rebots per partit. El seu equip va acabar en onzena posició de la lliga regular amb 8 partits guanyats i 18 perduts.

### Rivas Ecópolis
En la temporada 2010/11 va fitxar pel Rivas Ecópolis juntament amb Amaya Valdemoro. En la lliga regular va acabar en quart lloc després de Perfumerías Avenida, Ros Casares València i Mann Filter Zaragoza. Va disputar els 26 trobades de lliga amb una mitjana de 17 minuts, 3,5 punts i 3,4 rebots per partit. En el play-off es van enfrontar a les primeres classificades, i van ser derrotades per dos partits a zero (69–65 i 60–66). Va disputar tots dos partits amb una mitjana de 20 minutos, 2 punts i 5 rebots. En 2011 va jugar la Copa de la Reina, donant la sorpresa en les semifinals en eliminar el Perfumerías Avenida de Salamanca, on Laura va anotar 14 punts. En la final van tornar a sorprendre al favorit al títol (59-63), el Ros Casares València, i va aconseguir el primer títol de la història per al seu equip (va anotar 3 punts). A l'abril de 2012 es va anunciar que seguiria en el Rivas Ecópolis les tres següents temporades, fins a 2015. Aquest any va disputar per primera vegada una competició europea, l'Euroliga Femenina. Van guanyar 5 partits i van perdre altres 5 en el grup B de la lliga regular per passar a la següent ronda com a terceres de grup. No obstant això van perdre en els vuitens de final davant el UMMC Ekaterinburg per 63–58 i 83–74.
En la temporada 2011/12 va disputar per primera vegada la Supercopa d'Espanya de bàsquet femení que es va celebrar a Salamanca. El seu rival va ser el campió de lliga, el Perfumerías Avenida Bàsquet i van perdre per 77 a 65. Va disputar 37 minuts del partit, anotant 6 punts i capturant 13 rebots. En la lliga regular va disputar 25 partits, amb una mitjana de 22 minuts, 6,9 punts i 7,2 rebots per partit. El seu equip va quedar en 4t lloc, per darrere de Ciutat Ros Casares València, Perfumerías Avenida i Uni Girona Club, classificant-se pel play-off, on va perdre davant el primer en dos partits. Laura va disputar les dues trobades amb una mitjana de 25 minuts, 5,5 punts i 6,5 rebots per partit. En la Copa de la Reina es va disputar el campionat amb les quatre primeres classificades. En les semifinals es van trobar novament amb el Ros Casares i van perdre per 61 a 51, amb un gran partit de Laura que va ser la màxima anotadora del seu equip amb 13 punts. Novament va disputar l'Eurolliga Femenina, on van ser quartes del grup C amb 8 victòries i 6 derrotes. En la següent fase es van enfrontar al Bourges Basket i van guanyar en tres partits. En la següent fase es va disputar una final a vuit, on les primeres classificades de cada grup passava a la final. El Rivas va guanyar les seves tres trobades, davant el Fenerbahçe, el Galatasaray Medical Park i el Beretta Famila per accedir a la final davant el Ros Casares En la final disputada a Istanbul el Ros Casares es va imposar per 52 a 65.
Al febrer de 2013 el Rivas Ecópolis va anunciar que Laura abandonava el club per motius personals per tornar a Santander. Pocs dies després el club va anunciar la contractació d'Anna Vadja per substituir-la. Malgrat aquesta situació, al començament de març va tornar a la disciplina del club, i va guanyar la Copa de la Reina una setmana després de derrotar el Perfumerías Avenida de Salamanca per 83-62. En l'Eurolliga van ser quartes del grup A amb 6 victòries i 6 derrotes, però van ser eliminades en la següent ronda pel Famila Schio.
A l'abril de 2014 va guanyar el seu primer títol de lliga, sent MVP de la final.

### Abdullah Gül Üniversitesi SK
Al maig de 2014, i seguint els passos d'altres de les estreles del bàsquet femení espanyol, anuncia que deixa la lliga nacional i es marxa a jugar a partir de la propera temporada a l'estranger, més concretament a la lliga turca, enrolant-se en les files del Abdullah Gül Üniversitesi SK (club esportiu Universitat d'Abdullah Gül).

## Selecció nacional

### Categories inferiors
En 2004 va disputar el Campionat Europeu sub-16 que es va disputar a Itàlia. En els quarts de final van ser primeres de grup guanyant els tres partits davant Sèrbia i Montenegro, França i Turquia. En les semifinals es van imposar a Belarús i finalment van guanyar la final davant Sèrbia i Montenegro per 58-52. A l'any següent va tornar a participar en el Campionat Europeu sub-16, en aquesta ocasió en Poznan, Polònia. En els quarts de final van perdre el primer partit davant França, però van guanyar els dos següents davant Ucraïna i Rússia. En la semifinal es van enfrontar davant Turquia, i van guanyar 51 a 49. Laura va ser titular i va anotar 4 punts. La final tornava a enfrontar a Espanya amb França, que havia guanyat en els quarts de final 64-69. En aquesta ocasió, no obstant això, Espanya va ser molt superior imposant-se per 74-65.
En 2006 va formar part de la selecció espanyola que va disputar el Campionat Europeu sub-18 celebrat a Tenerife. En els quarts de final es van imposar en els tres partits que van disputar davant França, Hongria i la República Txeca. En semifinals es van enfrontar a Suècia, a la qual van vèncer per 64-45 amb 8 punts de Laura. En la final es van enfrontar a Sèrbia i Montenegro, a les quals van vèncer per 78-74 amb 4 punts de Laura. A l'any següent va tornar a participar en el Campionat Europeu sub-18, en aquesta ocasió celebrat en Novi Sad, Sèrbia. En els quarts de final van guanyar el primer partit davant Lituània, van perdre davant França el segon i en el tercer i definitiu van guanyar a Rússia per 39-76, amb 5 punts de Laura. En les semifinals es van enfrontar a Polònia que havien estat segones en l'altre grup, i van vèncer per 71-66, amb 15 punts de Laura. En la final es van enfrontar a Sèrbia, que també havia guanyat tots els seus partits i van perdre per un contundent 48-72 amb 6 punts de Laura.
Aquest mateix any va participar en el Campionat del Món sub-19 celebrat a Bratislava. Van arribar als vuitens de final, on van guanyar a la Xina i Lituània, i van perdre davant Estats Units. Malgrat aquest revés es van classificar per als quarts de final, on van guanyar a Austràlia per 72-69. En les semifinals van tornar a trobar-se amb els Estats Units, i van tornar a perdre per 69-46, disputant el tercer i quart lloc, que també van perdre davant Sèrbia per un igualat 52-50. Laura va fer de promog 5,6 punts i 10,3 rebots per partit.

### Categoria absoluta
Va debutar amb la selecció absoluta d'Espanya el 22 de maig de 2008 a Segòvia en un partit amistós davant la República Txeca. Van guanyar el partit 75 a 57 i va anotar 5 punts. Va disputar diversos partits classificatoris pels Jocs Olímpics de Pequín 2008 i després la fase final, en la qual van ser terceres del grup B, per darrere dels Estats Units i Xina. En els quarts de final es van enfrontar amb Rússia i van perdre per 84-65, sent finalment cinquenes.
A l'any següent va ser convocada per participar en el Campionat Europeu de Bàsquet Femení de 2009 celebrat a Letònia. En la primera fase van ser primeres del grup A amb tres victòries, igual que en la segona fase. En els quarts de final van eliminar a Itàlia per 61 a 42, però van ser derrotades novament per Rússia en les semifinals. Finalment van derrotar a Belarús per 56-63 en el partit per la medalla de bronze. Aquest mateix any va disputar el Campionat Europeu Sub-20 disputat en Gdynia, Polònia. En la primera fase van ser primeres de grup guanyant tots els seus partits. En quarts de final van derrotar a les amfitriones per 84 a 55, i en semifinals a Rússia per 67 a 55. La final va enfrontar a Espanya amb França, i van ser derrotades clarament per 52 a 74.
A l'any següent va disputar el Campionat Mundial de Bàsquet Femení de 2010 celebrat en la República Txeca. Van estar enquadrades en el grup C, al costat de Corea del Sud, Brasil i Mali, sent finalment primeres amb tres victòries. En la segona fase, en el grup F, van guanyar els seus partits davant Japó i la República Txeca, però van ser derrotades davant Rússia per 76-67. En els quarts de final van guanyar a França 71-74, però van ser derrotades clarament pels Estats Units, 106-70. En la lluita pel bronze van guanyar a Belarús per 68-77.
En 2011 va disputar el Campionat Europeu de Polònia. En la primera fase van perdre un partit davant Montenegro, encara que van guanyar a Polònia i Alemanya. En la segona fase van guanyar a Letònia, però van perdre davant França i Croàcia, sent eliminades. En 2012 va disputar el Campionat del Món de 3x3 a Atenes al costat d'Amaya Gastaminza, Cristina Ouviña i Leonor Rodríguez. En la primera fase van ser segones després de perdre contra Rússia per 15-17, però no van poder passar dels quarts de final després de perdre davant República Txeca per 12-13.
En 2013, el 30 de juny es proclama campiona d'Europa amb la Selecció després de guanyar a França, precisament al seu país, la final de l'Eurobasket de 2013 per un ajustadíssim 70-69.
Entre els dies 27 de setembre fins al 5 d'octubre es va celebrar a Turquia el Campionat Mundial de 2014. El diumenge 5 d'octubre, el conjunt espanyol va disputar la final del campionat en el pavelló Ülker Sports Arena d'Istanbul davant els Estats Units (selecció que en 20 anys havia sumat 81 victòries i una sola derrota). Les nord-americanes liderades per Maya Moore (16 punts en els dos primers quarts) es van anar al descans amb un avantatge de 20 punts: 29-48. Finalment, les espanyoles van reaccionar quedant el marcador final en 64-77.
Al juny de 2015, es disputava l'Eurobasket de Romania i Hongria 2015, on defensaven l'or de l'any anterior. Després de passar la primera i la segona fase sense cap derrota (sent les úniques del torneig a aconseguir-ho), van disputar els quarts de final davant Montenegro guanyant per un ajustat 75-74 després d'uns minuts finals d'infart, gràcies a un 2+1 vital en els últims segons d'Anna Cruz. Amb aquesta victòria van aconseguir també passar al preolímpic de cara als Jocs Olímpics de Rio de Janeiro 2016 (que era el primer objectiu de la selecció). En semifinals es van creuar davant França que va prendre revenja de la final de 2013, guanyant per un també ajustat 63-58, per la qual cosa les noies de Mondelo, no van poder defensar el seu or. En la lluita per la medalla de bronze, Espanya va passar clarament per sobre de Belarús guanyant 74-58, pujant una altra vegada al pòdium i aconseguint la tercera medalla consecutiva en els últims tres campionat disputats. Es van aconseguir els dos objectius principals de la selecció abans de començar l'esdeveniment: obtenir plaça en el preolímpic i pujar-se al calaix. En el plànol individual, Laura va resultar determinant sent una de les millors de la Selecció, i mostrant una grandíssima maduresa i millorança respecte als últims anys. Els seus números ho diuen tot, 8.1 punts per partit, 1.5 assistències i 7.2 rebots.

### Participacions en Jocs Olímpics
| Mundial                      | Seu  | Resultat    | Punts/partit | Rebots/partit |
| ---------------------------- | ---- | ----------- | ------------ | ------------- |
| Jocs Olímpics de Pequín 2008 | Xina | Cinquè lloc | 2,4          | 2,8           |

### Participacions en Campionats del Món
| Mundial                                     | Seu             | Resultat    | Punts/partit | Rebots/partit |
| ------------------------------------------- | --------------- | ----------- | ------------ | ------------- |
| Campionat mundial de bàsquet sub-19 femení  | Eslovàquia      | Quart lloc  | 5,6          | 10,3          |
| Campionat Mundial de Bàsquet Femení de 2010 | República Txeca | Tercer lloc | 4            | 3,3           |
| Campionat Mundial de Bàsquet Femení de 2014 | Turquia         | Segon lloc  | 6,5          | 9,2           |

### Participacions en Europeus
| Mundial                                     | Seu               | Resultat    | Punts/partit | Rebots/partit |
| ------------------------------------------- | ----------------- | ----------- | ------------ | ------------- |
| Campionat Europeu Sub-16 femení de bàsquet  | Itàlia            | Campió      | 5,7          | 7             |
| Campionat Europeu Sub-16 femení de bàsquet  | Polònia           | Campió      | 8,8          | 11,4          |
| Campionat Europeu Sub-18 femení de bàsquet  | Espanya           | Campió      | 5,0          | 8,1           |
| Campionat Europeu Sub-18 femení de bàsquet  | Sèrbia            | Subcampió   | 8,5          | 8,5           |
| Campionat Europeu de Bàsquet Femení de 2009 | Letònia           | Tercer lloc | 5,8          | 4,8           |
| Campionat Europeu Sub-20 de Bàsquet Femení  | Polònia           | Subcampió   | 6,1          | 8,4           |
| Campionat Europeu de Bàsquet Femení de 2011 | Polònia           | Segona fase | 1,3          | 1,3           |
| Campionat Europeu de Bàsquet Femení de 2013 | França            | Campiona    | 3,4          | 2,2           |
| Campionat Europeu de Bàsquet Femení de 2015 | Romania i Hongria | Tercer lloc | 8,1          | 7,2           |

## Palmarès
Clubs
- 1 EuroCup femenina (2018-19)
- 2 Lligues espanyoles de bàsquet femenina (2013-14, 2017-18
- 2 Copes espanyoles de bàsquet femenina (2011, 2013, 2018)
- 1 Supercopa espanyola de bàsquet femenina (2017-18)
- 1 Lliga polonesa de bàsquet femenina (2015-16)
- 1 Copa Galícia de bàsquet femenina (2008)[36][37]

Selecció espanyola
- 1 medalla d'argent als Jocs Olímpics de Rio de Janeiro 2016
- 1 medalla d'argent al Campionats del Món de bàsquet femení (2014)
- 2 medalles de bronze als Campionats del Món de bàsquet femení (2010, 2018)
- 3 medalles d'or als Campionats d'Europa de bàsquet femení (2013, 2017, 2019)
- 1 medalla de bronze als Campionats d'Europa de bàsquet femení (2018)